# Trapiche de Abra
Trapiche de Abra es una localidad del estado mexicano de Jalisco. Es parte del municipio de San Martín Hidalgo.

## Demografía
| Gráfica de evolución demográfica |
|                                  |

| Censo | Población |
| ----- | --------- |
| 1900  | 157       |
| 1910  | —         |
| 1921  | 340       |
| 1930  | 376       |
| 1940  | 484       |
| 1950  | 460       |
| 1960  | 754       |
| 1970  | 854       |
| 1980  | 1 096     |
| 1990  | 1 077     |
| 2000  | 1 235     |
| 2010  | 1 280     |
| 2020  | 1 379     |